# Rams Baseball Club Viterbo
I Rams Viterbo sono la squadra di baseball di Viterbo, militante nel massimo campionato italiano di baseball dilettantistico, la serie A federale.
Fondata nel 1971, la società, nella sua storia, vanta dieci partecipazioni consecutive in serie A2 (dal 1995 al 2004) ed una promozione in Serie A1 ottenuta nel 2000, anche se, per problemi di adeguatezza dell'impianto di gioco, non fu ammessa a disputare il campionato di serie A1 2002.

## Cronistoria recente
Dal 1971, anno della sua fondazione, in una occasione è riuscita ad ottenere la promozione in Serie A1, nel 2000.
- 1999: Serie A2 girone 3, 4º posto
- 2000; Serie A2, promossa in Serie A1[2]
- 2001: Serie A2 girone B, 9º posto
- 2002: Serie A2 girone B, 9º posto
- 2003: Serie A2 girone A, 4º posto
- 2004: Serie A2 girone A, 12º posto retrocessa in Serie B
- 2005: Serie B girone G, 3º posto
- 2006: Serie B girone D
- 2007: Serie B girone D, 6º posto
- 2008: Serie B girone D, 3º posto
- 2009: Serie B girone D, promossa alla Serie A federale
- 2010: Serie A federale
- 2011: Serie B
- 2014: Serie A